# Visio (tour)
Pour les articles homonymes, voir Visio.
La tour Visio ou T7 est une tour d'habitation de 98 mètres de haut construite dans le quartier Kalasatama d'Helsinki en Finlande.

## Description
Majakka est la septième des huit tours prévues autour du complexe Redi du centre de Kalasatama, autour de la station de métro Kalasatama,,.
La tour Visio la quatrième tour du complexe Redi après Majaka (2019), Loisto (2021) et Lumo One (2022).
Visio est construite au coin sud-ouest du Centre commercial Redi le long de la route côtière d'Hermanni, et c'est la première des tours de Kalasatama à être construite au côté sud d'Itäväylä,.
La construction a commencé en janvier 2022 et la hauteur de totale de la construction a été atteinte en décembre 2022.
La tour résidentielle devrait être achevée en janvier 2024.
Au total, 24 étages et 240 appartements locatifs seront construits dans Visio, ainsi qu'un jardin d'enfants à au rez-de-chaussée.
La taille moyenne des appartements est de 40,5 mètres carrés et le nombre estimé de résidents est d'environ 360.
Il y aura un sauna, une terrasse et des salons communs sur le toit.